# Huba (Czorsztyn)
Huba ist eine Ortschaft mit einem Schulzenamt der Gemeinde Czorsztyn im Powiat Nowotarski der Woiwodschaft Kleinpolen in Polen.

## Geographie
Der Ort liegt auf einem Hügel über dem  nördlichen Ufer des Czorsztyn-Stausees unterhalb der Berge Lubań in den Gorcen in der Region Podhale. Er ist über die Woiwodschaftsstraße 969 zu erreichen.

## Geschichte
Der Ort wurde im Jahr 1765 als Huba erstmals erwähnt. Der Name ist vom Wort huba (Ackerschleppe) oder von der Pilzart huba abgeleitet.
Das Dorf gehörte zunächst zum Königreich Polen (ab 1569 Adelsrepublik Polen-Litauen), Woiwodschaft Krakau, Kreis Sącz. Bei der Ersten Teilung Polens kam es 1772 zum neuen Königreich Galizien und Lodomerien des habsburgischen Kaiserreichs (ab 1804). Ab dem Jahr 1855 gehörte es zum Bezirk Nowy Targ.
1918, nach dem Ende des Ersten Weltkriegs und dem Zusammenbruch der k.u.k. Monarchie, kam das Dorf zu Polen. Unterbrochen wurde dies nur durch die Besetzung Polens durch die Wehrmacht im Zweiten Weltkrieg. Von 1975 bis 1998 gehörte Huba zur Woiwodschaft Nowy Sącz.

## Tourismus
Tourismus spielt in dieser Region aufgrund der gelebten Goralen-Kultur und die relative Nähe zu Zakopane seit jeher eine wichtige Rolle. Die touristische Infrastruktur ist recht gut ausgebaut; es gibt an der Hauptstraße ein kleines Hotel und eine Raststätte mit Seeblick sowie einige Frühstückspensionen direkt im Ort Huba.
Der Ort hat eine Zufahrt zum Stausee. Während am Südufer bei Niedzica-Zamek ein Bade- und Segelboot-Zentrum besteht, wird die Nordseite des Sees eher von Anglern genützt, da hier das Baden zu gefährlich ist.